# Ferdinande Grieben
Ferdinande Grieben (* 29. September 1844 in Angermünde, Provinz Brandenburg; † nach 1920) war eine deutsche Schriftstellerin in Angermünde.

## Leben
Der Großvater Friedrich Theodor Grieben (1773–1856) war Amtmann in Kerkow, der Vater Otto Grieben (* 28. Dezember 1813 in Nadrensee; † 31. Dezember 1901 in Angermünde) war Justizrat und Ehrenbürger von Angermünde.
Ferdinande Grieben besuchte das Lehrerinnenseminar der Augusta-Schule in Berlin von 1864 bis 1866 und kehrte danach nach Angermünde zurück. Dort widmete sie sich vor allem dem Schreiben.
Seit 1898 war Ferdinande Grieben Vorstandsmitglied der neuen Freien Vereinigung deutscher Schriftstellerinnen. 1905 zog sie nach Zehlendorf bei Berlin, kehrte aber 1908 in das elterliche Haus nach Angermünde zurück.
Ferdinande Grieben schrieb Novellen und Erzählungen, vor allem für Jugendliche, sowie Essays und Theaterstücke. Knalleffecte der Natur (1881) wurde am Stadttheater Frankfurt am Main, am Thalia-Theater Hamburg und am Hoftheater Dresden aufgeführt.